# Луцина Цвєрчакевичова
Люцина Цверчакевичева (пол. Lucyna von Bachman, primo voto Staszewska, secundo Ćwierczakiewiczowa, нар.17 жовтня 1829 р., пом.26 лютого 1901 р. у Варшаві) — авторка кулінарних книг і посібників про ведення домашнього господарства, журналістка, активістка за жіночу рівноправність.

## Біографія
Походила з роду фон Бахманів, сім'ї, відомої своєю надзвичайною екстравагантністю. Дочка юриста, отримала домашню освіту. Розлучившись зі своїм першим чоловіком, громадянином Феліксом Сташевським, вийшла заміж за інженера Станіслава Цвєрчакевича.

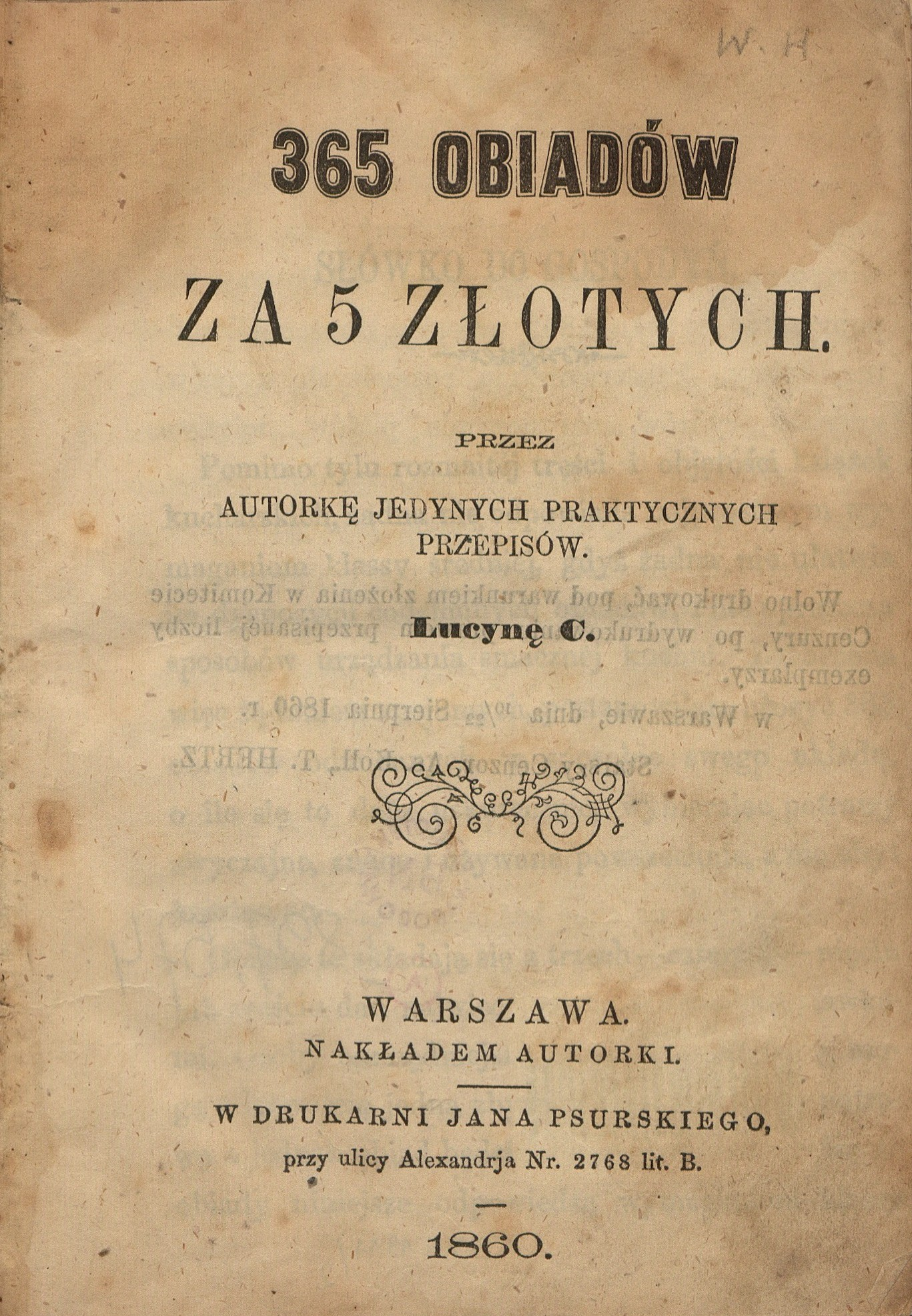
«365 обідів за п'ять злотих» (Варшава, 1860)

Відома як авторка кулінарних книг: «Єдині практичні рецепти зберігання різноманітних продуктових запасів та випічки тіста» (Варшава, видання 1858 року, рос. Единственные практические правила для приготовления варений всякого рода печений и разных запасов на зиму, Санкт-Петербург, видання 1874), а також «365 обідів за п'ять злотих» (Варшава, 1860), які мають більше 20 видань. Пізніше опублікувала наступні статті: «Керівництво по порядку і різноманітні сільськогосподарські новини» (Варшава 1876 р.), «Наука роблення квітів без допомоги вчителя» (Варшава і Краків 1879) та інші. Багато з її книжок перевидавались велику кількість разів ще при її житті та мали сумарні продажі більше ніж 100 тис. копій, що було суттєвим успіхом на той час.
У 1883 році вона отримала в цілому 84 тисячі рублів за видання своїх книг, що майже втричі перевищувало вартість великого маєтку. Високий заробіток Цвєрчакевичової став предметом двох фейлетонів у варшавських журналах (у «Кльосах» (пол. Kłosy) і «Тиґодніку ілюстрованим» (пол. Tygodnik Ilustrowany)). Що стосується накладів, то книги Цвєрчакевичової перевищували видання творів Адама Міцкевича або Словацького.
У 1865—1894 роках керувала модним і побутовим розділами у тижневику «Блущ» і співпрацювала з «Кур'єром Варшавським». Після 1870 року керувала салоном на вулиці Королівській 3 у Варшаві, де частувала гостей стравами власного приготування.
З 1875 року була редактором популярного календаря для жінок «Календар на рік… Коляда для домогосподарок» (пол. Kalendarz na rok... Kolęda dla Gospodyń). Як і в журналах, з якими вона співпрацювала, публікувала кулінарні поради та поради щодо домашнього господарства. Будучи прибічником емансипації, пропагувала незалежну професійну діяльність жінок. У літературній частині календаря публікувала новели, оповідання та театральні п'єси. Своїми фейлетонами посприяла популяризації цінностей Закопане.
Померла 26 лютого 1901 року у Варшаві. Похована на Євангельсько-реформатському (кальвіністському) кладовищі у Варшаві.

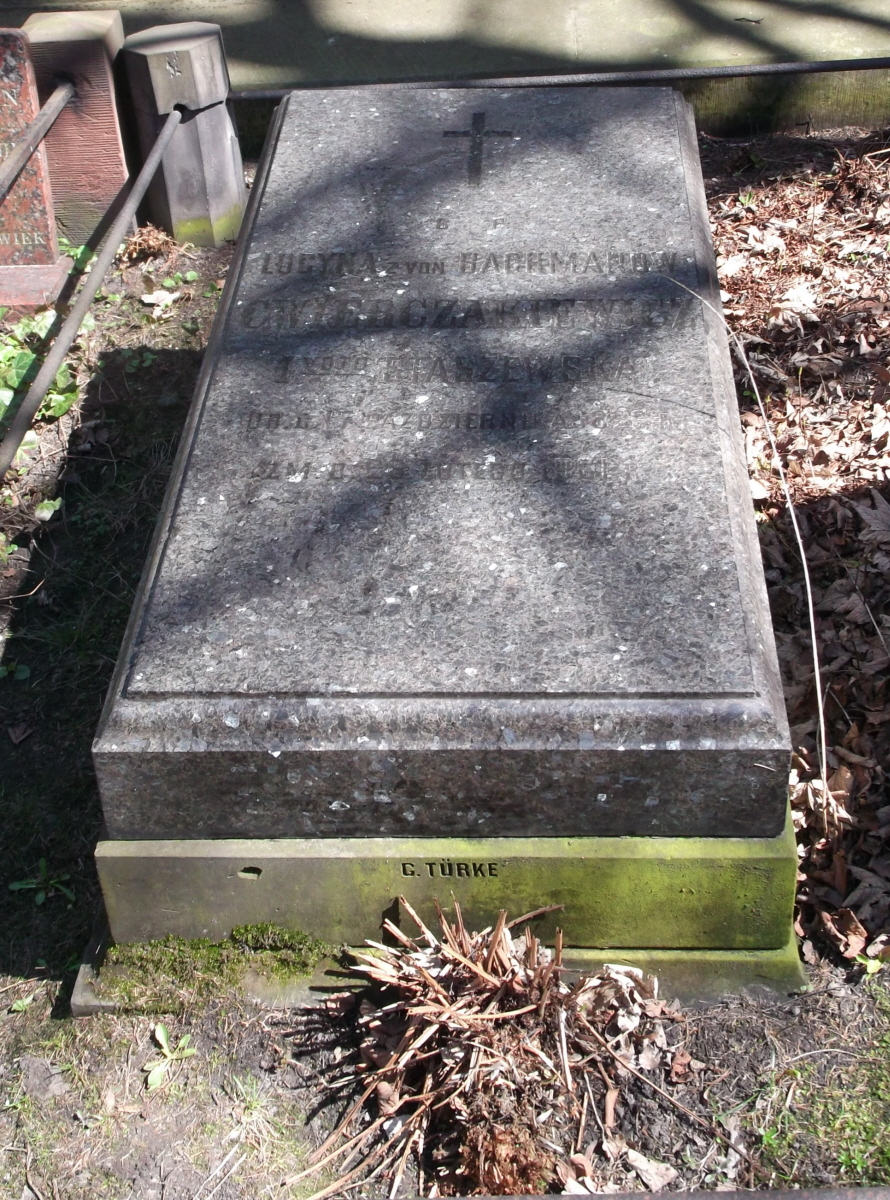
Могила Луцини Цвєрчакевичової

Вона була популярною постаттю Варшави дев'ятнадцятого століття, героїнею оповідань і анекдотів, в тому числі про її легендарну заощадливість, завдяки яким її ім'я жартома перекручувалось на «Цвєрцакевічова» (пол. „Ćwierciakiewiczową”). Одним з найвідоміших поціновувачів її творчості був Болеслав Прус.
Цвєрчакевичова мала сучасні, як на той час, погляди у таких питаннях, як, наприклад, гігієна, чистота і здоров'я. Додаткове значення реалізму та автентичності її рекомендаціям додавав факт посилання на ставлення відомих і шанованих медичних авторитетів Варшави (і не тільки). За словами однієї з дослідниць творчості Луцини Цвєрчакевичової, — Ізабелли Водзіньської (пол. Izabeli Wodzińskiej), пропагуючи здорову дієту, фізичні вправи та гімнастику, Цвєрчакевичова випередила свою епоху і стала попередником обов'язкового сьогодні способу життя.  Її вплив на польський кулінарний світ вважається суттєвим, адже її рецепти й досі використовуються у XXI ст, а модифіковані версії її книжок як і раніше доступні у книжкових магазинах.

## Публікації
- 365 obiadów / przez Lucynę Ćwierczakiewicz, autorkę «Kursu gospodarstwa dla kobiet», «Jedynych praktycznych przepisów», «Poradnika porządku» itd. Warszawa: Wydawnictwa Artystyczne i Filmowe, 1989. Przedruk techniką fotooffsetową z oryg.
- Baby, placki i mazurki: praktyczne przepisy pieczenia chleba, bułek, placków, mazurków, tortów, ciastek, pierników i.t.p[8] / przez Lucynę Ćwierczakiewiczową. Warszawa: nakładem Jana Fiszera, 1909.
- Cokolwiek bądź chcesz wyczyścić, czyli Porządki domowe[9] / przez Lucynę C. Wariant tytułu Cokolwiek bądź chcesz wyczyścić. Warszawa: Wydawnictwa Artystyczne i Filmowe, 1982. Przedruk typograficzny z oryginału: Warszawa: Gebethner i Wolff, 1887. — Tyt. okładki.: Porządki domowe.
- Jedyne praktyczne przepisy konfitur, różnych marynat, wędlin, wódek, likierów, win owocowych, miodów oraz ciast: według wydania z 1885 roku. Warszawa: «Alfa», 1985. Przedruk z oryginału: Warszawa: nakład autorki, 1885.
- Nauka robienia kwiatów bez pomocy nauczyciela: z 239 rycinami. Warszawa: nakład autorski: Gebethner i Wolff, 1879
- Obiady, ciasta, konfitury. Rzeszów: Krajowa Agencja Wydawnicza, 1991. Warszawa. Lwów: nakład i własność Jana Fiszera, 1911.